# Банан японский
Бана́н япо́нский, или Банан Басё, или Япо́нский тексти́льный бана́н (лат. Músa básjoo) — травянистое растение высотой до 2,5 м, наиболее холодостойкий вид рода Банан (Musa). Плоды банана японского несъедобны. Растение широко выращивается как декоративное. Сейчас к этому виду относят также Банан тайваньский (Musa basjoo var. formosana), который раньше считался отдельным видом.
Название часто становится предметом недоразумений. Название «японский текстильный банан» также используется применительно к банану Бальбиса (Musa balbisiana). С другой стороны, сам японский банан не происходит изначально с японских островов Рюкю, как это часто считается, а его родиной является материковый Китай. Ни один вид бананов не происходит из Японии, хотя японский банан сегодня встречается там как интродуцированный вид, и острова Рюкю являются наиболее северной точкой распространения представителей всего семейства Банановые.

## Ботаническое описание
Банан японский, как и другие представители рода, имеет мощное корневище, в котором запасается вода и питательные вещества.
Настоящий стебель приподнимается над землёй не более 5 см; то, что обычно принимается за «ствол» — плотно входящие друг в друга черешки листьев. Они имеют небольшое количество чёрных пятен и покрыты тонким слоем воска. Сам ложный ствол достигает 2,5 м в высоту и имеет зелёный или жёлто-зелёный цвет, но обычно скрыт основаниями завядших листьев. Листовые пластинки насчитывают 1,5 м в длину и 55—60 см в ширину, будучи насыщенно зелёными в верхней части и более бледными в нижней.
Зацветает в сентябре. Соцветие прорастает через середину ложного ствола, несёт мужские цветки на верхушке, обоеполые в середине и женские в основании. Опыляется пчёлами.
Плоды длиной до 25 см, в сыром виде несъедобны, но не ядовиты и используются в китайской медицине.

## Культивирование
В России банан японский выращивается на черноморском побережье, во влажных, солнечных, защищённых от ветра местах. Несъедобные плоды, как правило, не вызревают из-за короткого безморозного периода. Размножают вегетативно — кусочками корневища и корневыми отпрысками. На зиму стебель укрывают сухими листьями, а верхняя часть растения с листьями отмирает.
У себя на родине даёт волокно, по качеству близкое к банану текстильному. Оно используется для одежды, ширм, книжных переплётов и т. д.